# Vrskmaň
Vrskmaň är en ort i Tjeckien.   Den ligger i regionen Ústí nad Labem, i den nordvästra delen av landet, 80 km nordväst om huvudstaden Prag. Vrskmaň ligger 305 meter över havet och antalet invånare är 214.
Terrängen runt Vrskmaň är platt åt sydost, men åt nordväst är den kuperad.Runt Vrskmaň är det ganska glesbefolkat, med 25 invånare per kvadratkilometer. Närmaste större samhälle är Most, 10,1 km öster om Vrskmaň. Trakten runt Vrskmaň består till största delen av jordbruksmark.